# Маршалл (город, Миннесота)
Маршалл (англ. Marshall) — город в округе Лайон, штат Миннесота, США. На площади 21,5 км² (21,5 км² — суша, водоёмов нет), согласно переписи 2002 года, проживают 12 735 человек. Плотность населения составляет 593,4 чел./км².
- Телефонный код города — 507
- Почтовый индекс — 56258
- FIPS-код города — 27-40688[1]
- GNIS-идентификатор — 0647561[2]